# Шошин, Алексей Алексеевич
Алексей Алексеевич Шошин (1913—1978) — советский учёный-медик и педагог, хирург, организатор здравоохранения и медицинской науки, доктор медицинских наук (1962), профессор (1965), полковник медицинской службы. Лауреат Государственной премии СССР (1985; посмертно). Основоположник военно-медицинской географии, почётный член Географического общества СССР.

## Биография
Родился 26 марта 1913 года в Петербурге в семье железнодорожного рабочего.
С 1929 по 1934 год проходил обучение в Военно-медицинской академии имени С. М. Кирова, которую окончил с отличием по I разряду. С 1934 по 1939 год служил в действующих частях РККА в составе разведывательного и танкового батальонов Сибирского военного округа в должности военного врача. С 1939 по 1940 год участник Советско-финляндской войны в составе 9-й армии в качестве помощника начальника медицинской службы. С 1941 года участник Великой Отечественной войны в качестве руководителя Хирургического полевого передвижного госпиталя № 2235. С 1942 по 1943 год воевал на Калининском фронте в составе Санитарного отдела 3-й ударной армии в должности — начальника лечебно-эвакуационного отделения.
С 1939 и с 1943 по 1965 год на педагогической работе в Военно-медицинской академии имени С. М. Кирова в должностях: преподаватель кафедры военной и военно-санитарной дисциплин, с 1943 по 1952 год — преподаватель кафедры организации и тактики санитарной службы, с 1952 по 1965 год — старший преподаватель и профессор кафедры организации и тактики медицинской службы, одновременно являлся заведующим курсом медицинской географии. С 1965 по 1978 год на педагогической работе в Ленинградском педиатрическом медицинском институте в должности — заведующего кафедрой социальной гигиены и организации здравоохранения

### Научно-педагогическая деятельность
Основная научно-педагогическая деятельность А. А. Шошина была связана с вопросами в области военно-медицинской географии, был инициатором и организатором географического военно-медицинского изучения территорий размещения и возможных боевых действий войск. им были разработаны теоретические основы и методы современно медицинской географии, его работы оказали существенное влияние на развитие медицинской картографии. А. А. Шошин с 1955 по 1978 год был инициатором создания и первым руководителем комиссии медицинской географии, членом Научно-консультативного совета по медицинской географии, членом Учёного совета и Президиума Географического общества СССР. В 1962, 1965, 1968 и в 1973 годах А. А. Шошин являлся руководителем четырёх Всесоюзных научных конференциях по проблемам медицинской географии. А. А. Шошин являлся почётным членом Географического общества Болгарии и член-корреспондентом Комиссии медицинской географии Международного географического союза.
В 1961 году А. А. Шошин защитил диссертацию на соискание учёной степени доктор медицинских наук по теме: «Теоретические основы и методы медико-географических и военных медико-географических исследований». В 1966 году В. И. Филину было присвоено учёное звание профессора. В 1985 посмертно А. А. Шошину была присвоена Государственная премия СССР. Под руководством А. А. Шошина было подготовлено более двадцати кандидатских и докторских диссертаций.
Скончался в 1978 году в Ленинграде, похоронен на Богословском кладбище.

## Награды
- Орден Ленина (30.12.1956)
- Орден Красного Знамени (17.05.1951)
- Два ордена Красной Звезды (11.07.1945, 06.05.1946)
- Две медали «За боевые заслуги» (21.05.1940, 03.11.1944)
- Медаль «За победу над Германией в Великой Отечественной войне 1941—1945 гг.» (09.05.1945)